# Persone di nome Marcel
| Questa pagina contiene informazioni ricavate automaticamente dalle voci biografiche con l'ausilio del template Bio e di un bot. L'aggiornamento è periodico e automatico e ricostruisce completamente la pagina. Se manca una persona in questa lista, sei pregato di non aggiungerla, ma accertati piuttosto che la sua voce biografica contenga il template Bio e che i dati anagrafici siano correttamente compilati. Se il template Bio manca, inseriscilo tu stesso o, in alternativa, metti l'avviso {{tmp\|Bio}} che ne segnala la mancanza. Se i dati riportati sono sbagliati, correggi direttamente la voce biografica; le modifiche saranno visibili in questa lista entro pochi giorni. Per chiarimenti vedi il progetto antroponimi. La lista contiene solo le 363 persone che sono citate nell'enciclopedia e per le quali è stato implementato correttamente il template Bio. Pagina aggiornata al 6 ago 2025. |

Questa è una lista di persone presenti nell'enciclopedia che hanno il nome Marcel, suddivise per attività principale.

## Allenatori di calcio(10)
- Marco van Basten, allenatore di calcio e ex calciatore olandese (Utrecht, n. 1964)
- Marcel Desrousseaux, allenatore di calcio e calciatore francese (Tourcoing, n. 1907 - Roubaix, † 1974)
- Marcel Höttecke, allenatore di calcio e ex calciatore tedesco (Lippstadt, n. 1987)
- Marcel Keizer, allenatore di calcio e ex calciatore olandese (Badhoevedorp, n. 1969)
- Marcel Koller, allenatore di calcio e ex calciatore svizzero (Zurigo, n. 1960)
- Marcel Lička, allenatore di calcio e ex calciatore ceco (Ostrava, n. 1977)
- Marcel Mouchel, allenatore di calcio e calciatore francese (Équeurdreville-Hainneville, n. 1927 - † 2012)
- Marcel Ndjeng, allenatore di calcio e ex calciatore tedesco (Bonn, n. 1982)
- Marcel Rapp, allenatore di calcio e ex calciatore tedesco (Pforzheim, n. 1979)
- Marcel Schmelzer, allenatore di calcio e ex calciatore tedesco (Magdeburgo, n. 1988)

## Allenatori di calcio a 5(1)
- Marcel Loosveld, allenatore di calcio a 5 e ex giocatore di calcio a 5 olandese (Maastricht, n. 1963)

## Allenatori di hockey su ghiaccio(1)
- Marcel Rodman, allenatore di hockey su ghiaccio, dirigente sportivo e ex hockeista su ghiaccio sloveno (Jesenice, n. 1981)

## Alpinisti(2)
- Marcel Ichac, alpinista, giornalista e regista francese (Rueil-Malmaison, n. 1906 - Ézanville, † 1994)
- Marcel Mussillon, alpinista italiano (Courmayeur, n. 1901 - Courmayeur, † 1992)

## Ammiragli(1)
- Marcel Gensoul, ammiraglio francese (Montpellier, n. 1880 - Parigi, † 1973)

## Antropologi(1)
- Marcel Mauss, antropologo, sociologo e storico delle religioni francese (Épinal, n. 1872 - Parigi, † 1950)

## Arbitri di pallacanestro(1)
- Marcel Pfeuti, arbitro di pallacanestro svizzero (Ginevra, n. 1913 - Sion, † 2007)

## Archeologi(1)
- Marcel Homet, archeologo e antropologo francese (Rochefort-sur-Mer, n. 1897 - † 1982)

## Architetti(2)
- Marcel Breuer, architetto e designer ungherese (Pécs, n. 1902 - New York, † 1981)
- Marcel Lods, architetto e urbanista francese (Parigi, n. 1891 - Parigi, † 1978)

## Arcivescovi cattolici(4)
- Marcel Damphousse, arcivescovo cattolico canadese (Saint Joseph, n. 1963)
- Marcel Lefebvre, arcivescovo cattolico francese (Tourcoing, n. 1905 - Martigny, † 1991)
- Marcel Madila Basanguka, arcivescovo cattolico della Repubblica Democratica del Congo (Ndola, n. 1955)
- Marcel Utembi Tapa, arcivescovo cattolico della Repubblica Democratica del Congo (Luma, n. 1959)

## Arpisti(2)
- Marcel Grandjany, arpista e compositore francese (Parigi, n. 1891 - New York, † 1975)
- Marcel Tournier, arpista, compositore e insegnante francese (Parigi, n. 1879 - Parigi, † 1951)

## Artisti(2)
- Marcel Dupertuis, artista, scultore e pittore svizzero (Vevey, n. 1941)
- Marcel Marlier, artista, illustratore e fumettista belga (Mouscron, n. 1930 - Tournai, † 2011)

## Astronomi(1)
- Marcel Minnaert, astronomo belga (Bruges, n. 1893 - Utrecht, † 1970)

## Atleti paralimpici(1)
- Marcel Hug, atleta paralimpico svizzero (Pfyn, n. 1986)

## Attori(10)
- Marcel Bozzuffi, attore, doppiatore e regista francese (Rennes, n. 1928 - Parigi, † 1988)
- Marcel Dalio, attore francese (Parigi, n. 1899 - Parigi, † 1983)
- Marcel Fabre, attore, regista e sceneggiatore spagnolo (Madrid, n. 1884 - Los Angeles, † 1929)
- Marcel Herrand, attore, regista e direttore teatrale francese (Parigi, n. 1897 - Montfort-l'Amaury, † 1953)
- Marcel Hillaire, attore tedesco (Colonia, n. 1908 - Los Angeles, † 1988)
- Marcel Iureș, attore rumeno (Băilești, n. 1951)
- Marcel Jonker, attore, doppiatore e direttore del doppiaggio olandese (L'Aia, n. 1976)
- Marcel e Madeleine Koehler, attore francese (n. 1893)
- Marcel Lévesque, attore francese (Parigi, n. 1877 - Parigi, † 1962)
- Marcel Ruiz, attore portoricano (Vecchia San Juan, n. 2003)

## Attori pornografici(1)
- Marcel Schlutt, attore pornografico e fotografo tedesco (Demmin, n. 1977)

## Attori teatrali(1)
- Marcel Marceau, attore teatrale e mimo francese (Strasburgo, n. 1923 - Cahors, † 2007)

## Aviatori(1)
- Marcel Lefèvre, aviatore e militare francese (Les Andelys, n. 1918 - Mosca, † 1944)

## Bassi(1)
- Marcel Journet, basso francese (Grasse, n. 1868 - Vittel, † 1933)

## Beati(1)
- Marcel Callo, beato francese (Rennes, n. 1921 - Mauthausen, † 1945)

## Bobbisti(2)
- Marcel Fässler, bobbista svizzero (n. 1959)
- Marcel Rohner, bobbista svizzero (Baar, n. 1964)

## Boia(1)
- Marcel Chevalier, boia francese (Montrouge, n. 1921 - Vendôme, † 2008)

## Canoisti(2)
- Marcel Glăvan, ex canoista rumeno (n. 1975)
- Marcel Renaud, canoista francese (Parigi, n. 1926 - Bourges, † 2016)

## Canottieri(3)
- Marcel Hacker, canottiere tedesco (Magdeburgo, n. 1977)
- Marcel Morimont, canottiere belga (Gent, n. 1886)
- Marcel Van Crombrugge, canottiere belga (Gand, n. 1880 - Gand, † 1940)

## Cantanti(4)
- Marcel Amont, cantante e attore francese (Bordeaux, n. 1929 - Saint-Cloud, † 2023)
- Marcel Mouloudji, cantante, compositore e attore francese (Parigi, n. 1922 - Neuilly-sur-Seine, † 1994)
- Marcel Pavel, cantante rumeno (Independența, n. 1959)
- Marcel Schirmer, cantante e bassista tedesco (Friburgo in Brisgovia, n. 1966)

## Cavalieri(1)
- Marcel Haëntjens, cavaliere e giocatore di croquet francese (Saint-Corneille, n. 1869 - Parigi, † 1915)

## Cestisti(10)
- Marcel Aarts, ex cestista olandese (Ammerzoden, n. 1983)
- Marcel Bimale, cestista e allenatore di pallacanestro centrafricano (Bangui, n. 1946 - Nemours, † 2021)
- Marcel Bouzout, ex cestista uruguaiano (Montevideo, n. 1971)
- Marcel Béziers, cestista e allenatore di pallacanestro francese (Laval, n. 1920 - Nizza, † 2016)
- Marcel Jones, cestista statunitense (Los Angeles, n. 1985)
- Marcel Ramon Ponickwar de Souza, ex cestista e allenatore di pallacanestro brasiliano (Campinas, n. 1956)
- Marcel Moget, ex cestista svizzero (n. 1931)
- Marcel Ponitka, cestista polacco (Ostrów Wielkopolski, n. 1997)
- Marcel Souberbielle, cestista uruguaiano (Nassau, n. 1991)
- Marcel Vuilleumier, cestista svizzero (n. 1909)

## Chimici(2)
- Marcel Pourbaix, chimico belga (Myshega, n. 1904 - Uccle, † 1998)
- Marcel Sommelet, chimico francese (Langres, n. 1877 - Langres, † 1952)

## Chitarristi(1)
- Marcel Dadi, chitarrista francese (Susa, n. 1951 - † 1996)

## Ciclisti su strada(32)
- Marcel Aregger, ex ciclista su strada svizzero (Unterägeri, n. 1990)
- Marcel Bekaert, ciclista su strada, ciclocrossista e dirigente sportivo belga (Wevelgem, n. 1923 - Marbella, † 1992)
- Marcel Bidot, ciclista su strada francese (Parigi, n. 1902 - Saint-Lyé, † 1995)
- Marcel Buysse, ciclista su strada e pistard belga (Wontergem, n. 1889 - Gand, † 1939)
- Marcel Buysse, ciclista su strada belga (Deinze, n. 1920 - Deinze, † 2016)
- Marcel Cadolle, ciclista su strada francese (Parigi, n. 1885 - Parigi, † 1956)
- Marcel Claeys, ciclista su strada belga (Ursel, n. 1913 - Ursel, † 1972)
- Marcel Colleu, ciclista su strada francese (Creteil, n. 1897 - Parigi, † 1973)
- Marcel De Mulder, ciclista su strada belga (Nokere, n. 1928 - Deinze, † 2011)
- Marcel Ernzer, ciclista su strada lussemburghese (Esch-Sur-Alzette, n. 1926 - Città del Lussemburgo, † 2003)
- Marcel Gobillot, ciclista su strada francese (Parigi, n. 1900 - Montreuil, † 1981)
- Marcel Godivier, ciclista su strada e pistard francese (Versailles, n. 1887 - Dreux, † 1963)
- Marcel Houyoux, ciclista su strada belga (Châtelet, n. 1903 - Charleroi, † 1983)
- Marcel Huot, ciclista su strada francese (Épernay, n. 1896 - Pantin, † 1954)
- Marcel Janssens, ciclista su strada belga (Edegem, n. 1931 - Nukerke, † 1992)
- Marcel Kerff, ciclista su strada belga (Sint-Martens-Voeren, n. 1866 - Moelingen, † 1914)
- Marcel Kint, ciclista su strada, pistard e dirigente sportivo belga (Zwevegem, n. 1914 - Courtrai, † 2002)
- Marcel Kittel, ex ciclista su strada tedesco (Arnstadt, n. 1988)
- Marcel Lacour, ciclista su strada belga (Crisnèe, n. 1890 - Crisnèe, † 1925)
- Marcel Lequatre, ciclista su strada e pistard svizzero (Yverdon-les-Bains, n. 1882 - Ginevra, † 1960)
- Marcel Ongenae, ciclista su strada belga (Jabbeke, n. 1934 - Torhout, † 2014)
- Marcel Queheille, ciclista su strada francese (Sauguis-Saint-Étienne, n. 1930 - Oloron-Sainte-Marie, † 2021)
- Marcel Quertinmont, ciclista su strada belga (Erquelinnes, n. 1919 - Estinnes, † 1979)
- Marcel Rijckaert, ciclista su strada e pistard belga (Adegem, n. 1920 - Gand, † 2001)
- Marcel Rohrbach, ciclista su strada e pistard francese (Ahun, n. 1933 - Vélizy-Villacoublay, † 2012)
- Marcel Russenberger, ex ciclista su strada svizzero (Merishausen, n. 1958)
- Marcel Sieberg, ex ciclista su strada tedesco (Castrop-Rauxel, n. 1982)
- Marcel Strauss, ex ciclista su strada svizzero (Feuerthalen, n. 1976)
- Marcel Tinazzi, ciclista su strada francese (Maghnia, n. 1953)
- Marcel Van Houtte, ciclista su strada e pistard belga (Tielt, n. 1909 - Tielt, † 2001)
- Marcel Wüst, ex ciclista su strada tedesco (Colonia, n. 1967)
- Marcel Wyss, ciclista su strada svizzero (Langnau im Emmental, n. 1986)

## Ciclocrossisti(1)
- Marcel Meisen, ex ciclocrossista e ex ciclista su strada tedesco (Stolberg, n. 1989)

## Compositori(4)
- Marcel Bitsch, compositore, musicologo e insegnante francese (Parigi, n. 1921 - Tolosa, † 2011)
- Marcel Delannoy, compositore francese (La Ferté-Alais, n. 1898 - Nantes, † 1962)
- Marcel Khalife, compositore e cantante libanese (ʿAmshīt, n. 1950)
- Marcel Samuel-Rousseau, compositore, organista e direttore d'orchestra francese (Parigi, n. 1882 - Parigi, † 1955)

## Costumisti(1)
- Marcel Escoffier, costumista monegasco (Monaco, n. 1910 - Ariccia, † 2001)

## Criminali(1)
- Marcel Petiot, criminale e serial killer francese (Auxerre, n. 1897 - Parigi, † 1946)

## Critici letterari(2)
- Marcel Raymond, critico letterario svizzero (Ginevra, n. 1897 - Ginevra, † 1981)
- Marcel Reich-Ranicki, critico letterario e superstite dell'Olocausto tedesco (Włocławek, n. 1920 - Francoforte sul Meno, † 2013)

## Designer(1)
- Marcel Wanders, designer olandese (Boxtel, n. 1963)

## Direttori di coro(1)
- Marcel Couraud, direttore di coro e direttore d'orchestra francese (Limoges, n. 1912 - Loches, † 1986)

## Dirigenti d'azienda(1)
- Marcel Ospel, manager svizzero (Basilea, n. 1950 - Wollerau, † 2020)

## Dirigenti sportivi(5)
- Marcel Dib, dirigente sportivo e ex calciatore francese (Marsiglia, n. 1960)
- Marcel Herzog, dirigente sportivo e ex calciatore svizzero (Winterthur, n. 1980)
- Marcel Leclerc, dirigente sportivo e editore francese (Ajaccio, n. 1921 - Chassiers, † 1983)
- Marcel Reece, dirigente sportivo e ex giocatore di football americano statunitense (Inglewood, n. 1985)
- Marcel Schäfer, dirigente sportivo e ex calciatore tedesco (Aschaffenburg, n. 1984)

## Disc jockey(1)
- Marcel Woods, disc jockey e produttore discografico olandese

## Economisti(2)
- Marcel Botton, economista francese (Il Cairo, n. 1946)
- Marcel van Meerhaeghe, economista, banchiere e pubblicista belga (Wetteren, n. 1921 - Gand, † 2014)

## Editori(1)
- Marcel Navarro, editore e fumettista francese (Lourmel, n. 1923 - Forcalqueiret, † 2004)

## Etnologi(1)
- Marcel Griaule, etnologo francese (Aisy-sur-Armançon, n. 1898 - Parigi, † 1956)

## Filosofi(1)
- Marcel Gauchet, filosofo francese (Poilley, n. 1946)

## Fisarmonicisti(1)
- Marcel Azzola, fisarmonicista francese (Ménilmontant, n. 1927 - Poissy, † 2019)

## Fisici(2)
- Marcel Brillouin, fisico e matematico francese (Melle, n. 1854 - Parigi, † 1948)
- Marcel de Quervain, fisico e chimico svizzero (Zurigo, n. 1915 - Zurigo, † 2007)

## Flautisti(1)
- Marcel Moyse, flautista francese (Saint-Amour, n. 1889 - Brattleboro, † 1984)

## Fotografi(1)
- Marcel Lefrancq, fotografo belga (Mons, n. 1916 - Vaudignies, † 1974)

## Fumettisti(2)
- Gotlib, fumettista francese (Parigi, n. 1934 - Le Vésinet, † 2016)
- Marcel Uderzo, fumettista e illustratore francese (Clichy-sous-Bois, n. 1933 - Évreux, † 2021)

## Generali(2)
- Marcel Bigeard, generale francese (Toul, n. 1916 - Toul, † 2010)
- Camille Ferri-Pisani, generale francese (Le Coudray-Montceaux, n. 1819 - Saccourvielle, † 1893)

## Geologi(1)
- Marcel Alexandre Bertrand, geologo francese (Parigi, n. 1847 - Parigi, † 1907)

## Gesuiti(1)
- Marcel Jousse, gesuita e antropologo francese (Beaumont-sur-Sarthe, n. 1886 - Fresnay-sur-Sarthe, † 1961)

## Ginnasti(2)
- Marcel Lalu, ginnasta francese (Limoges, n. 1882 - Limoges, † 1951)
- Marcel Nguyen, ginnasta tedesco (Monaco di Baviera, n. 1987)

## Giocatori di calcio a 5(2)
- Marcel Claesen, ex giocatore di calcio a 5 belga (n. 1965)
- Marcel Marques, giocatore di calcio a 5 brasiliano (San Paolo, n. 1996)

## Giocatori di football americano(3)
- Marcel Dabo, giocatore di football americano tedesco (Reutlingen, n. 2000)
- Marcel Duft, ex giocatore di football americano tedesco (Francoforte sul Meno, n. 1981)
- Marcel Schade, giocatore di football americano tedesco (n. 1997)

## Giornalisti(2)
- Marcel Bezençon, giornalista svizzero (Orbe, n. 1907 - Losanna, † 1981)
- Marcel Sembat, giornalista e politico francese (Bonnières-sur-Seine, n. 1862 - Chamonix-Mont-Blanc, † 1922)

## Hockeisti su ghiaccio(7)
- Marcel Dionne, ex hockeista su ghiaccio canadese (Drummondville, n. 1951)
- Marcel Goc, ex hockeista su ghiaccio tedesco (Calw, n. 1983)
- Marcel Haščák, hockeista su ghiaccio slovacco (Poprad, n. 1987)
- Marcel Hossa, hockeista su ghiaccio slovacco (Ilava, n. 1981)
- Marcel Jenni, ex hockeista su ghiaccio svizzero (Zurigo, n. 1974)
- Marcel Kars, hockeista su ghiaccio canadese (Toronto, n. 1977)
- Marcel Melicherčík, hockeista su ghiaccio slovacco (Poprad, n. 1986)

## Illustratori(1)
- Mat, illustratore e fumettista francese (Parigi, n. 1895 - Nantes, † 1982)

## Imprenditori(2)
- Marcel Boussac, imprenditore francese (Châteauroux, n. 1889 - † 1980)
- Marcel Portout, imprenditore francese (Saint-Aignan, n. 1894 - Rueil-Malmaison, † 1979)

## Ingegneri(5)
- Marcel Besson, ingegnere francese (Lione, n. 1889 - Parigi, † 1937)
- Marcel Deflandre, ingegnere, dirigente sportivo e partigiano francese (Rouen, n. 1901 - Martignas-sur-Jalle, † 1944)
- Marcel Kolaja, ingegnere e politico ceco (Moravská Třebová, n. 1980)
- Marcel Lobelle, ingegnere belga (Kortrijk, n. 1893 - Slough, † 1967)
- Marcel Mennesson, ingegnere e inventore francese (Villeneuve-sous-Dammartin, n. 1884 - Parigi, † 1976)

## Ispanisti(1)
- Marcel Bataillon, ispanista e storico della letteratura francese (Digione, n. 1895 - Parigi, † 1977)

## Linguisti(1)
- Marcel Courthiade, linguista e funzionario francese (Montceau-les-Mines, n. 1953 - Tirana, † 2021)

## Lottatori(3)
- Marcel Dubois, lottatore e sollevatore belga (n. 1886 - † 1955)
- Marcel Dupraz, lottatore francese (Saint-André-de-Boëge, n. 1897)
- Marcel Ewald, lottatore tedesco (Karlsruhe, n. 1983)

## Mafiosi(1)
- Marcel Francisci, mafioso e politico francese (Ciamannacce, n. 1919 - Parigi, † 1982)

## Maratoneti(1)
- Marcel Tschopp, ex maratoneta liechtensteinese (Ruggell, n. 1974)

## Matematici(3)
- Marcel Berger, matematico francese (Parigi, n. 1927 - Parigi, † 2016)
- Marcel Grossmann, matematico svizzero (Budapest, n. 1878 - Zurigo, † 1936)
- Marcel Riesz, matematico ungherese (Győr, n. 1886 - Lund, † 1969)

## Medici(1)
- Marcel Martiny, medico, antropologo e parapsicologo francese (Nizza, n. 1897 - Nizza, † 1982)

## Mezzofondisti(1)
- Marcel Hansenne, mezzofondista francese (Parigi, n. 1917 - Fourqueux, † 2002)

## Micologi(2)
- Marcel Bon, micologo francese (Villers-sur-Authie, n. 1925 - Woincourt, † 2014)
- Marcel Josserand, micologo francese (Lione, n. 1900 - † 1992)

## Militari(1)
- Marcel Langer, militare e aviatore francese (Saint-Aubin-Sauges, n. 1917 - Bordeaux, † 1990)

## Musicologi(1)
- Marcel Marnat, musicologo, giornalista e biografo francese (Lione, n. 1933 - Parigi, † 2024)

## Nobili(1)
- Marcel Bich, nobile e imprenditore italiano (Torino, n. 1914 - Parigi, † 1994)

## Nuotatori(3)
- Marcel Gery, ex nuotatore canadese (Cífer, n. 1965)
- Marcel Schouten, nuotatore olandese (Eindhoven, n. 1993)
- Marcel Wouda, ex nuotatore olandese (Tilburg, n. 1972)

## Organisti(2)
- Marcel Dupré, organista, pianista e compositore francese (Rouen, n. 1886 - Meudon, † 1971)
- Marcel Pérès, organista e cantante francese (Orano, n. 1956)

## Ostacolisti(1)
- Marcel Schelbert, ex ostacolista svizzero (n. 1976)

## Pallanuotisti(3)
- Marcel Heyninck, pallanuotista belga (Anversa, n. 1931 - Anversa, † 2013)
- Marcel Hussaud, pallanuotista francese (Parigi, n. 1894 - Asnières-sur-Seine, † 1960)
- Marcel Spilliaert, pallanuotista francese (Meaux, n. 1924 - Montpellier, † 1992)

## Pattinatori di velocità su ghiaccio(1)
- Marcel Bosker, pattinatore di velocità su ghiaccio olandese (Schöftland, n. 1997)

## Performance artist(1)
- Marcel Broodthaers, performance artist e poeta belga (Saint-Gilles, n. 1924 - Colonia, † 1976)

## Pianisti(1)
- Marcel Ciampi, pianista francese (n. 1891 - † 1980)

## Piloti automobilistici(5)
- Marcel Albers, pilota automobilistico olandese (n. 1967 - Hampshire, † 1992)
- Marcel Fässler, pilota automobilistico svizzero (Einsiedeln, n. 1976)
- Marcel Lehoux, pilota automobilistico francese (Fougères, n. 1888 - Deauville, † 1936)
- Marcel Mignot, ex pilota automobilistico francese (Martigné-Ferchaud, n. 1944)
- Marcel Renault, pilota automobilistico e imprenditore francese (Parigi, n. 1872 - Payré, † 1903)

## Piloti di rally(1)
- Marcel Callewaert, ex copilota di rally francese (n. 1939)

## Piloti motociclistici(3)
- Marcel van Drunen, pilota motociclistico olandese (Eindhoven, n. 1970)
- Marcel Goetz, pilota motociclistico svizzero (Winterthur, n. 1974)
- Marcel Schrötter, pilota motociclistico tedesco (Vilgertshofen, n. 1993)

## Pionieri dell'aviazione(1)
- Marcel Dassault, pioniere dell'aviazione, ingegnere e imprenditore francese (Parigi, n. 1892 - Neuilly-sur-Seine, † 1986)

## Pittori(4)
- Marcel Fiorini, pittore e incisore francese (Guelma, n. 1922 - Bois-le-Roi, † 2008)
- Marcel Gromaire, pittore francese (Noyelles-sur-Sambre, n. 1892 - Parigi, † 1971)
- Marcel Janco, pittore rumeno (Bucarest, n. 1895 - † 1984)
- Marcel Vertes, pittore, scenografo e costumista francese (Budapest, n. 1895 - New York, † 1961)

## Poeti(1)
- Marcel Mariën, poeta, saggista e fotografo belga (Anversa, n. 1920 - Bruxelles, † 1993)

## Politici(7)
- Marcel Bucard, politico francese (Saint-Clair-sur-Epte, n. 1895 - Châtillon, † 1946)
- Marcel Cachin, politico francese (Plourivo, n. 1869 - Choisy-le-Roi, † 1958)
- Marcel Déat, politico francese (Guérigny, n. 1894 - Torino, † 1955)
- Marcel Pauker, politico rumeno (Bucarest, n. 1896 - Blutovo, † 1938)
- Marcel Philipp, politico tedesco (Aquisgrana, n. 1971)
- Marcel Schlechter, politico lussemburghese (Lussemburgo, n. 1928 - Echternach, † 2023)
- Marcel de Graaff, politico olandese (Rotterdam, n. 1962)

## Pubblicitari(1)
- Marcel Bleustein-Blanchet, pubblicitario francese (Enghien-les-Bains, n. 1906 - Parigi, † 1996)

## Pugili(1)
- Marcel Thil, pugile francese (Saint-Dizier, n. 1904 - † 1968)

## Rapper(2)
- Biz Markie, rapper, disc jockey e beatboxer statunitense (New York, n. 1964 - Baltimora, † 2021)
- Koba LaD, rapper francese (Saint-Denis, n. 2000)

## Registi(7)
- Marcel Bluwal, regista e sceneggiatore francese (Parigi, n. 1925 - Parigi, † 2021)
- Marcel Camus, regista cinematografico francese (Chappes, n. 1912 - Parigi, † 1982)
- Marcel Carné, regista e sceneggiatore francese (Parigi, n. 1909 - Clamart, † 1996)
- Marcel L'Herbier, regista, poeta e musicista francese (Parigi, n. 1888 - Parigi, † 1979)
- Marcel Langenegger, regista, attore e produttore cinematografico svizzero (Rebstein, n. 1967 - † 2015)
- Marcel Ophüls, regista, sceneggiatore e produttore cinematografico statunitense (Francoforte sul Meno, n. 1927 - Lucq-de-Béarn, † 2025)
- Marcel Varnel, regista francese (Parigi, n. 1894 - Rake, † 1947)

## Religiosi(1)
- Marcel Nguyễn Tân Văn, religioso vietnamita (Ngăm Giáo, n. 1928 - Yên Bình, † 1959)

## Rugbisti a 15(2)
- Marcel Garvey, rugbista a 15 britannico (Gloucester, n. 1983)
- William Hirigoyen, rugbista a 15, bobbista e skeletonista francese (Laroque-Timbaut, n. 1898 - Parigi, † 1962)

## Scacchisti(1)
- Marcel Sisniega Campbell, scacchista e regista cinematografico messicano (Chicago, n. 1959 - Coatepec, † 2013)

## Sceneggiatori(1)
- Robert Péguy, sceneggiatore e regista francese (Parigi, n. 1883 - Parigi, † 1968)

## Schermidori(8)
- Marcel Berré, schermidore belga (Anversa, n. 1882 - Ginevra, † 1957)
- Marcel Boulenger, schermidore francese (Parigi, n. 1873 - Chantilly, † 1932)
- Marcel Desprets, schermidore francese (San Quintino, n. 1906 - Brignoles, † 1973)
- Marcel Faure, schermidore francese (Carcassonne, n. 1905 - Parigi, † 1984)
- Marcel Fischer, ex schermidore svizzero (Bienne, n. 1978)
- Marcel Marcilloux, schermidore francese (Aix-en-Provence, n. 1980)
- Marcel Parent, ex schermidore francese (Parigi, n. 1934)
- Marcel Van Der Auwera, schermidore belga (Tubize, n. 1923 - † 2008)

## Sciatori alpini(3)
- Marcel Hirscher, sciatore alpino austriaco (Annaberg im Lammertal, n. 1989)
- Marcel Mathis, ex sciatore alpino austriaco (Hohenems, n. 1991)
- Marcel Sulliger, ex sciatore alpino svizzero (Saanen, n. 1967)

## Scrittori(13)
- Marcel Achard, scrittore e drammaturgo francese (Sainte-Foy-lès-Lyon, n. 1899 - Parigi, † 1974)
- Marcel Allain, scrittore francese (Parigi, n. 1885 - Saint-Germain-en-Laye, † 1969)
- Marcel Arland, scrittore, saggista e critico letterario francese (Varennes-sur-Amance, n. 1899 - Saint-Sauveur-sur-École, † 1986)
- Marcel Aymé, scrittore francese (Joigny, n. 1902 - Parigi, † 1967)
- Marcel Barrière, romanziere e saggista francese (Limoux, n. 1860 - Parigi, † 1954)
- Marcel Beyer, scrittore, poeta e traduttore tedesco (Tailfingen, n. 1965)
- Max Blecher, scrittore e poeta rumeno (Botoșani, n. 1909 - Roman, † 1938)
- Marcel Brion, scrittore, critico letterario e storico dell'arte francese (Marsiglia, n. 1895 - Parigi, † 1984)
- Marcel Jouhandeau, scrittore francese (Guéret, n. 1888 - Parigi, † 1979)
- Marcel Moreau, scrittore belga (Boussu, n. 1933 - Bobigny, † 2020)
- Marcel Pagnol, scrittore, drammaturgo e regista cinematografico francese (Aubagne, n. 1895 - Parigi, † 1974)
- Marcel Roland, scrittore e naturalista francese (Sète, n. 1879 - † 1955)
- Marcel Schwob, scrittore francese (Chaville, n. 1867 - Parigi, † 1905)

## Slittinisti(1)
- Marcel Oster, ex slittinista tedesco (Suhl, n. 1989)

## Sociologi(1)
- Marcel Granet, sociologo, storico delle religioni e sinologo francese (Luc-en-Diois, n. 1884 - Sceaux, † 1940)

## Sollevatori(3)
- Marcel Baril, sollevatore francese (Laval, n. 1905 - Saint-Herblain, † 1979)
- Marcel Paterni, sollevatore francese (Casablanca, n. 1936 - Aurillac, † 2019)
- Marcel Thévenet, sollevatore francese (Poitiers, n. 1915 - Limoges, † 1990)

## Stilisti(1)
- Marcel Rochas, stilista e profumiere francese (Parigi, n. 1902 - Parigi, † 1955)

## Storici(1)
- Marcel Detienne, storico, antropologo e storico delle religioni belga (Liegi, n. 1935 - Nemours, † 2019)

## Storici dell'arte(1)
- Marcel Roethlisberger, storico dell'arte svizzero (Zurigo, n. 1929 - Ginevra, † 2020)

## Tennisti(5)
- Marcel Bernard, tennista francese (La Madeleine, n. 1914 - La Madeleine, † 1994)
- Marcel Felder, ex tennista uruguaiano (Montevideo, n. 1984)
- Marcel Freeman, ex tennista statunitense (Port Washington, n. 1960)
- Marcel Granollers, tennista spagnolo (Barcellona, n. 1986)
- Marcel Vacherot, tennista francese (Neuilly-sur-Seine, n. 1881 - Pau, † 1975)

## Triatleti(1)
- Marcel Heinig, triatleta tedesco (Cottbus, n. 1981)

## Velisti(3)
- Marcel Moisand, velista francese
- Marcel Méran, velista francese (Bordeaux, n. 1871 - L'Isle-Adam, † 1949)
- Marcel Stern, velista svizzero (Genova, n. 1922 - † 2002)

## Vescovi cattolici(1)
- Marcel Fleury, vescovo cattolico francese (Le Val-Saint-Germain, n. 1884 - Nancy, † 1949)

## Violinisti(2)
- Marcel Chailley, violinista e docente francese (Asnières-sur-Seine, n. 1881 - † 1936)
- Marcel Darrieux, violinista francese (Bordeaux, n. 1891 - Saint-Jean-de-Luz, † 1989)

## Wrestler(1)
- Ludwig Kaiser, wrestler tedesco (Pinneberg, n. 1990)